# 민난랑PYC
민난랑PYC(閩南狼PYC;1999년 7월 26일~), 본명은 천바이위안（陳柏源）이다. 타이완의 유튜버이자 가수로, 타이중시 출신의 민난인이다.